# Palais Khuenburg
Le Palais Khuenburg est un palais de Graz, dans l'arrondissement de l'Innere Stadt, dans la Sackstraße. Il abrite le GrazMuseum.

## Histoire
Le palais se situe entre le Reinerhof (qui partage une allée gothique avec le Palais Khuenburg) et le Palais Herberstein. Il est construit après 1564 par le trésorier de l'archiduc Karl et le gouverneur de Styrie, Maximilian von Schrattenbach, en tant que maison de ville baroque. Schrattenbach reçoit en 1598 un titre de noblesse et est élevé au rang de baron. Le comte Otto Ehrenreich Trauttmansdorff devient le propriétaire en 1630 puis le maître payeur Johann Sebastian Schazl le vend en 1676 à Sigmund Ludwig Khuenburg.
Une transformation en palais noble est commandée en 1690 par le comte Gandolf von Khuenburg. En 1738, le Palais Khuenburg passe aux mains du comte Joseph Dismas von Dietrichstein à la suite d'un troc. Le nouveau propriétaire agrandit les écuries, qui vont jusqu'au Schloßberg. Son fils, Franz Dismas von Khuenburg, acquiert en 1789 également le Reinerhof adjacent.
L'archiduc Charles-Louis d'Autriche, frère de l'empereur François-Joseph et son épouse Marie-Annonciade de Bourbon-Siciles, louent le palais Khuenburg entre 1863 et 1866. Le 18 décembre 1863, son fils, le prince François-Ferdinand d'Autriche, y naît.
Au XIXe siècle, plusieurs changements de propriété ont lieu jusqu'à ce que le bâtiment en 1918, comme le Reinerhof, devient la propriété de la ville de Graz qui rénove le bâtiment. Il sert de 1876 à 1938 en tant collège pour filles. Pendant la Seconde Guerre mondiale, le palais est utilisé par l'administration de la ville puis après par l'occupant britannique. Après la détérioration rapide du bâtiment, on prévoit de le casser et de construire un parking souterrain. Au lieu de cela, la maison est entièrement rénovée entre 1969 et 1972. Depuis 1972, le palais sert au GrazMuseum.

## Architecture
La maison est un bâtiment de quatre étages en forme de U avec une cour à peu près carrée, construite sur un terrain médiéval. Dehors il se distingue par un portail Rundbogenstil en pierre datant de 1715, sur lequel se trouve un étroit balcon. Son parapet en pierre ajourée est conçu dans le style de Johann Georg Stengg et présente un motif de feuilles d'acanthe. Les portes en tôle sont décorées de rosaces et d'éléments décoratifs. Les écuries menant au Schlossberg sont démolies en 1977.
L'escalier est équipé de balustrades. De l'intérieur baroque d'origine, pratiquement rien ne fut préservé. Au deuxième étage du hall d'angle nord-ouest, des fresques des années 1730 sont découvertes et restaurées en 1973.

## Source
- (de) Cet article est partiellement ou en totalité issu de l’article de Wikipédia en allemand intitulé « Palais Khuenburg » (voir la liste des auteurs).